# Бзыбский хребет
Бзы́бский хребе́т, Бзи́пский хребет (абх. Бзыԥтәи ашьхаӡқәа — хребет Бзыптви;
кабард.-черк. Псыбэтх, груз. ბზიფის ქედი — Бзипискеди) — горный хребет в Абхазии, в западной части Большого Кавказа. Название хребта происходит от одноименной реки, омывающей его с севера и запада.
Сложен преимущественно известняками, очень широко распространены карстовые явления. Простирается в соответствии с направлением складчатости параллельно Главному Кавказскому хребту к югу от последнего. С севера и запада отграничен долиной реки Бзыбь, с востока — небольшим понижением за горой Химса (перевал Амткел) и долиной реки Амткел, отграничивающим его от Абхазского хребта. К югу постепенно понижается к причерноморским равнинам. Северный склон хребта крут, южный — полог и разбит на отдельные отроги речными долинами (реки Хипста, Аапста, Западная Гумиста, Восточная Гумиста, Келасур). Длина хребта — около 50 км.
Высочайшая точка — гора Химса (3033 м), второй по высоте является гора Дзышра (2623 м). Имеется ряд перевалов, в том числе Доу — 1387 м, Химса — 2454 м, Гудаута. В хребте расположено множество карстовых колодцев, шахт и пещер, в том числе пещера Снежная (четвертая в списке глубочайших пещер мира).
По склонам расположены широколиственные и хвойные леса, выше — горные луга.

## Топографические карты
- Лист карты K-37-XI. Масштаб: 1 : 200 000. Издание 1979 г.
- Лист карты K-37-XII. Масштаб: 1 : 200 000. Издание 1979 г.